# ماشته
ماچته (به انگلیسی: Machete) یک فیلم آمریکایی در ژانر اکشن وبهره‌کشی به کارگردانی رابرت رودریگز و اتان منیکویس که در سال ۲۰۱۰ منتشر شد.

## خلاصه داستان
ماشته (دنی ترخو) یک مهاجر مکزیکی غیرقانونی است که در جریان یک توطئه چینی آمریکایی، از سوی رئیس سازمانی که وی را استخدام کرده مورد خیانت قرار می‌گیرد. این توطئه چینان عبارتند از یک سناتور فاسد عوام فریب آمریکایی به نام مک لاگلین (رابرت دنیرو)، یک تاجر تشنه قدرت به اسم بوث (جف فاهی)، و یک رئیس باند قاچاقچیان مکزیکی به اسم تورز (استیون سیگال). ماشته که در کار با چاقو و دیگر سلاح‌ها مهارت بی نظیری دارد، تلاش خود را برای انتقام‌گیری از رؤسای سابقش و مبری کردن خویش از اتهامات آغاز می‌کند…